# Amour année zéro
Albums de Alain Chamfort
Poses
(1979) Secrets glacés
(1983)

Amour année zéro est le cinquième album studio d'Alain Chamfort sorti en 1981 chez CBS Records.

## Composition
En 1981, Alain Chamfort a réussi son retour grâce à l'album Poses (1979), notamment dû à l'important succès commercial de Manureva, single vendu à plus d'un million d'exemplaires. 
Pour ce nouvel opus, il compose seul les musiques et fait appel à Wally Badarou, jeune arrangeur et musicien claviériste français d'origine béninoise, sachant accorder avec intelligence musicale la technologie et l’art grâce aux synthétiseurs, dont le travail sur Warm Leatherette (1980), album de Grace Jones, l'a intéressé. Chamfort, accompagné de Lio, sa compagne de l'époque, de Serge Gainsbourg et de sa compagne Bambou, partent pour Los Angeles en janvier afin d'y enregistrer l'album. Ils y retrouvent le producteur Gérard Louvin et Wally Badarou. Alain Chamfort se fait ensuite livrer du matériel pour travailler sur ce nouveau projet.
Mais rapidement, l'atmosphère de création d'Amour année zéro devient très tendue, Gainsbourg se mettant vite Chamfort et Lio à dos. Chamfort lui refuse souvent des textes qu'il juge trop faciles et Lio n'apprécie guère son arrogance. Fâché, Gainsbourg lui retire le texte qu’il était en train de lui écrire, Souviens-toi de m’oublier (qu'il donnera à Catherine Deneuve) et quitte Los Angeles subitement. Chamfort (resté aux États-Unis) et Gainsbourg (de retour à Paris) finiront les dernières chansons par téléphone. Grâce à l'intervention de Lio, Éric Hagen-Dierks (futur Jacques Duvall), son parolier (notamment pour Le Banana split en 1979), lui écrit le texte de la dernière chanson manquante, Paradis, qui remplace Souviens-toi de m'oublier.
L'enregistrement de l'album se déroule au Sound Connection Studio de Los Angeles. Wally Badarou est aux synthétiseurs et fait les arrangements avec Chamfort et l'ingénieur du son Ryan Ulyate. Les meilleurs musiciens studio sont là, dont les percussionnistes renommés Paulinho Da Costa et Alex Acuna, ou encore Steve Madaïo pour les arrangements de cuivres. Alain Chamfort est le seul responsable de la réalisation artistique. À noter également la présence du bassiste et contrebassiste américain Cliff Hugo.

## Liste des titres
| No | Titre               | Auteur, compositeur              | Durée |
| -- | ------------------- | -------------------------------- | ----- |
| 1. | Bambou              | Serge Gainsbourg, Alain Chamfort | 5:12  |
| 2. | Poupée, poupée      | Serge Gainsbourg, Alain Chamfort | 3:25  |
| 3. | Chasseur d'ivoire   | Serge Gainsbourg, Alain Chamfort | 5:44  |
| 4. | Amour, année zéro   | Serge Gainsbourg, Alain Chamfort | 3:52  |
| 5. | Jet society         | Serge Gainsbourg, Alain Chamfort | 3:54  |
| 6. | Paradis             | E. Hagen Dierks, Alain Chamfort  | 4:30  |
| 7. | Malaise en Malaisie | Serge Gainsbourg, Alain Chamfort | 4:08  |
| 8. | Laide, jolie, laide | Serge Gainsbourg, Alain Chamfort | 3:25  |
| 9. | Baby boum           | Serge Gainsbourg, Alain Chamfort | 4:03  |

## Crédits
- Réalisation artistique, production : Alain Chamfort
- Claviers, synthétiseur et arrangements : Wally Badarou
- Guitares : Dan Sawyer, George Dorring
- Basse et contrebasse : Cliff Hugo
- Basse : David Eddlstein
- Batterie : Alex Acuna, Vinnie Colaiuta
- Percussions : Paulinho Da Costa
- Cuivres : David Luell, Denny Christianson, Gary Grant, Gary Herbig, James Coile, Joël Peskin, Steve Madaio
- Chœurs : Mary Hylan, Terry Homberg, Tracy Gillette, Yoshie Ueno
- Ingénieurs du son : Geoff Gillette, Ryan Ulyate, Warren Dewey

## Accueil
Amour année zéro ne rencontre pas un véritable succès puisqu'il ne se vend qu'à 50 000 exemplaires en France, malgré la réussite des trois singles qui en sont issus : Bambou (le plus grand succès de l'album, vendu à plus de 200 000 exemplaires), Paradis (80 000 exemplaires écoulés) et Chasseur d'ivoire.
Lors d'une interview en 2018 pour la promotion de son album Le Désordre des Choses, Alain Chamfort, s'il ne devait retenir qu'un seul album de sa carrière, cite Amour année zéro : 

« C'était plus pour des raisons sonores, d'instrumentation, de couleur générale. C'est un album que j'avais coproduit avec Wally Badarou, un garçon avec lequel je m'étais bien entendu et qui a fait que cet album passe à travers le temps, qu'il est à la fois très marqué, très identifiable et très intemporel. J'aimais beaucoup les chansons de ce disque comme Chasseur d'ivoire, Malaise en Malaisie, Paradis, Bambou. C'est un album assez important et que je continue à chanter sur scène »

— Alain Chamfort.

## Singles
- mai 1981 : Bambou / Poupée poupée
- octobre 1981 : Paradis / Baby Boum
- mars 1982 : Chasseur d'ivoire / Amour, année zéro

## Clip
- Paradis